# Grand prix des sciences mathématiques
Le Grand prix des sciences mathématiques de l'Académie des sciences est un prix de mathématiques décerné, entre la fin du XVIIIe siècle et le début du XXe siècle, selon une périodicité variable et des modalités particulières. Contrairement aux usages courants au XXIe siècle, où l'on récompense un scientifique pour un accomplissement remarquable, le grand prix des sciences mathématiques est remis au lauréat qui a présenté le meilleur mémoire répondant à une question posée, par l'Académie, quelques années auparavant.

## Principe du prix
L'Académie des sciences, par le truchement d'une commission particulière chargée de cette tâche, met au concours une « question » qui s'apparente plutôt à la description d'un projet de recherche. La question est formulée, par la commission, quelque temps auparavant, et les mémoires — anonymes — reçus sont ensuite examinés par d'autres académiciens rapporteurs. Les analyses des mémoires sont comparées, et la commission accorde le prix à l'auteur dont le mémoire a été jugé le meilleur. C'est alors que le président de l'Académie ouvre, en séance, les plis cachetés annexés aux mémoires pour lire le nom de l'auteur du mémoire couronné.
Une belle illustration de la procédure est le compte-rendu du Grand Prix de 1898 décerné à Émile Borel. La « question » posée était : Chercher à étendre le rôle que peuvent jouer en analyse les séries divergentes. La commission était composée de Gaston Darboux, Camille Jordan, Charles Hermite, les rapporteurs étaient Émile Picard et Henri Poincaré. Quatre mémoires sont présentés, et les analyses sont publiées dans les comptes-rendus avec la proclamation du résultat.

## Historique
L'idée de prix décerné par l'Académie des Sciences date de 1714,. Peu de temps avant sa mort, Rouillé de Meslay fait un legs de 125 000 livres à l'Académie des sciences, pour qu'elle organise des concours et remette des prix. À la même époque, les académies de Berlin et de Saint-Pétersbourg remettent également des prix, et une certaine compétition s'installe. Les mêmes chercheurs peuvent tout à fait participer à divers concours.
Leonhard Euler apprécie ce système de prix : il obtient le prix de l'académie de Paris en 1748 ; en 1770 le prix va conjointement à Euler et à son fils Johann Albert Euler, et en 1772 il est partagé entre Euler et Lagrange. En 1774, c'est Lagrange qui l'obtient, puis Nicolas Fuss et à nouveau Lagrange en 1780.
Après la Révolution, l'Académie de Paris rétablie instaure deux nouveaux prix, les grand prix en sciences mathématiques et physiques, décernés chaque année alternativement, et dotés de 3 000 Francs. Un prix spécial, proposé pour 1809, officiellement annoncé pour 1811, n'a eu qu'un seul mémoire soumis, par Sophie Germain; il est jugé insuffisant et soumis à nouveau en octobre 1813, alors aussi Sophie Germain est la seule soumissionnaire; la date est étendue à 1815, et enfin elle obtient ce prix.
Le prix de mathématiques est obtenu en 1815 par Cauchy.
La forme décrite d'une réponse à une question est développée à partir de la Restauration, et dure jusqu'à l’entre-deux guerres. Le prestige du récipiendaire en fait un candidat pour être élu à l'Académie, et pour siéger ensuite dans la commission qui formule les questions et examine les mémoires reçus. La remise du prix, qu'il s'agisse du prix de mathématiques ou d'autres prix, s'accompagne d'une certaine solennité, comme décrite dans l'article VI du règlement : « Le Président leur remettra la médaille spécifiée par le programme ainsi qu'un extrait du procès-verbal de la séance dans laquelle le prix leur aura été adjugé ; il leur donnera l’accolade, leur posera sur la tête une couronne de laurier et les invitera à prendre la place qui leur est attribuée ». Ce règlement solennel n'a été respecté qu'un temps, mais la remise des prix s'entoure encore d'un rituel et se fait en séance publique.
Durant le XIXe siècle, le prix, au départ de nature plutôt « prospective », évolue vers une prix de nature « retrospective ». La limite entre les deux tendances est fluctuante : ainsi en 1810, Lagrange et Laplace proposent le sujet de la double réfraction, sachant que Étienne Louis Malus travaille sur le sujet. En 1940, le prix est attribué à Jean Leray « pour ses travaux d'analyse mathématique » tout simplement et en 1952, à Paul Dubreil « pour l'ensemble de ses travaux d'algèbre et d'analyse ». Laurent Schwartz obtient en 1964 les deux grand prix des sciences mathématiques et des sciences physiques « pour l'ensemble de ses travaux et en particulier pour sa théorie des distributions ».

## Lauréats
Liste encore incomplète de lauréats :
- 1810 : Étienne Louis Malus
- 1812 : Joseph Fourier
- 1815 : Sophie Germain
- 1815 : Augustin Louis Cauchy
- 1816 : David Brewster, Thomas Johann Seebeck
- 1819 : Augustin Fresnel
- 1827 : Jean-Daniel Colladon et Charles Sturm[2]
- 1829 : Philippe Gustave le Doulcet, Comte de Pontécoulant
- 1830 : Niels Henrik Abel (à titre posthume), Charles Gustave Jacob Jacobi
- 1834 : Charles Sturm
- 1839 : Piobert, Morin et Didion[11]
- 1844 : Pierre-Frédéric Sarrus[12]
- 1846 : Hansen[13]
- 1851 : Johann Georg Rosenhain (en)[14]
- 1858 : Edmond Bour
- 1868 : Edmond Bour (une deuxième fois, à titre posthume)[15]
- 1875 : Alphonse Pénaud et Joseph Crocé-Spinelli
- 1876 : Gaston Darboux
- 1880 : Georges Henri Halphen[16]
- 1882 : Henry John Stephen Smith et Hermann Minkowski
- 1886 : Édouard Goursat[17]
- 1888 : Émile Picard[18]
- 1892 : Jacques Hadamard
- 1894 : Julius Weingarten (de)
- 1896 : Edmond Maillet
- 1898 : Émile Borel[1]
- 1900 : Matyas Lerch[19],[20]
- 1902 : Ernest Vessiot[21]
- 1906 : Henri Padé, R de Montessus et A. Auric[22]
- 1911 : René Garnier
- 1918 : Gaston Julia[23]
- 1920 : Ernest Esclangon
- 1930 : Georges Valiron[24]
- 1938 : Jean Favard[25]
- 1940 : Jean Leray[8]
- 1950 : Albert Châtelet[26]
- 1952 : Paul Dubreil[9]
- 1964 : Laurent Schwartz[10]
- 1978 : Noël Felici[27]
- 1980 : Jean-Pierre Kahane[28]